# Hynek Vojáček
Hynek Vojáček, a Rússia va utilitzar el nom dIgnatij Kašparovič Vojáček, (Zlín (República Txeca)), 4 de desembre, 1825, - Sant Petersburg (Imperi Rus), 9 de febrer, 1916), va ser un compositor, professor i publicista txec.

## Biografia
El pare del compositor era un cantor del poble. Va col·leccionar cançons populars a Valàquia. Les seves notes també van ser utilitzades per František Sušil a la seva col·lecció "Cançons nacionals de Moravia amb melodies inserides en els textos". El compositor va rebre la seva educació musical bàsica del seu pare. El seu altre professor va ser l'organista Daněk de Vsetín.
Des de 1838 va ser fundacionista al monestir agustí de Brno, on va continuar estudiant música amb Gottfried Rieger i filosofia amb František Matouš Klácel. Ja estava component cançons i composicions d'església mentre estudiava al gimnàs.
El 1845 va anar a Viena per continuar els seus estudis de filosofia. A Viena va participar en les activitats de l'associació de cant eslau. Va deixar els estudis al cap d'un any i durant tres anys va ser tutor a casa a la família del comte Bethlen a Transsilvània. El 1848 va tornar a Vsetín i va organitzar concerts amb l'orquestra del castell de Světlov. Des de 1858 va treballar com a mestre de cor del cor d'homes de Brno Männergesangsverein, on va dirigir concerts de compositors txecs.
Va tornar breument a Viena. Va conèixer el compositor rus Aleksei Lvov (entre d'altres, l'autor de l'himne tsarista rus: "Déu salvi el tsar") i va anar amb ell a Rússia. Al principi va ser professor de música a la família del general Samsonov a Brest. Samsonov era el marit de la germana de Lvov. El 1853 esdevingué director de banda del 1r Regiment de la Guàrdia (Preobrazhensky) a Sant Petersburg i tres anys més tard fagot de l'Òpera tsarista. Va treballar en aquest teatre durant gairebé 50 anys. A més, va ser professor de música a l'Escola de Teatre Tsarista i, a partir de 1862, professor de matèries teòriques al Conservatori de Sant Petersburg.
No es va fer gaire nom com a compositor a Rússia. Tanmateix, tornava a Valàquia cada any i va continuar la tradició del seu pare, recollint cançons populars valaques. Va mantenir relacions amistoses amb Leoš Janáček, tot i que no tenia gaire simpatia per la seva feina. Des de Sant Petersburg va escriure a la revista musical de "Praga Dalibor". Una de les seves obres més reeixides va ser lObertura festiva, que va inaugurar el Teatre Provisional de Praga el 18 de novembre de 1862.

## Obra

### Òpera
- Zajatá (1867)
- Tamara, carevna gruzínská

### Cantates
- Maruška. Obrázek z Pobečví (1907)
- Na horách (1909)

### Cançons
- Veselá jízda (František Ladislav Čelakovský, 1845)
- Píseň z Herlošova Žižky (1859)
- Žel (Gustav Pfleger Moravský, 1862)
- Sláva (Vincenc Furch, 1863)
- Písně na Adolfa Heyduka
- Ruské romance (na slova A. J. Pukarova)
- Prosti (Nikolaj Alexejevič Někrasov)

### Cors
- Stesk (1899)
- 6 čtyřhlasých písní per a cor de dones o nens
- Národy nehasnou (1846)
- Hlas z Blaníka (František Matouš Klácel, 1849)
- Teď mocný vane světem duch (Aleš Balcárek)
- Desatero zpěvů (Adolf Heyduk, 1885)
- Hostýnské písně
- Udivení (Josef Václav Sládek, 1899)
- Čechoslovanské prostonárodní písně

A més, va compondre peces d'església, obertures per a orquestra, petites peces per a piano i estudis instructius per a fagot.